# WebAIM
A WebAIM (Acessibilidade na Web em Mente) é uma organização sem fins lucrativos baseada na Universidade do Estado do Utah (Utah State University) em Logan, Utah, Estados Unidos da América. A WebAIM tem fornecido soluções de Acessibilidade Web desde 1999, com a missão de ampliar o potencial da web para as pessoas portadoras de deficiências, fornecendo as informações, conhecimentos, habilidades técnicas, ferramentas, estratégias organizacionais de liderança, e a visão necessária para capacitar as organizações a fazerem os seus próprios conteúdos para Web serem acessíveis para pessoas com deficiência.

## Produtos e Serviços
A WebAIM fornece uma série de produtos e serviços voltados para a Acessibilidade na Web. O software Wave, disponível no website WAVE é uma ferramenta de avaliação dos padrões de Acessibilidade que é administrado pela WebAIM. Este software gratuito, disponível online, fornece um feedback visual sobre o padrão de Acessibilidade de uma determinada página web. Os serviços de Acessibilidade da WebAIM incluem treinamento, monitoramento e relatórios do website, certificação, consultoria, acessibilidade para o design do site, reparos e manutenção de Acessibilidade, e serviços de Legendas para Web e aplicativos multimídia.

## Comunidade
A WebAIM administra uma Comunidade virtual onde trata especificamente do assunto Acessibilidade na Web. Os recursos comunitários incluem Boletins Informativos, blog, fóruns, lista de debates em e-mail, e RSS feeds.

## Recursos
O web site WebAIM fornece grande quantidade de informação para desenvolvedores, programadores, webmasters, e outros interessados em Acessibilidade de conteúdos da web para as seguintes deficiências:
- Deficiências Visual - cegueira, baixa visão e daltonismo
- Deficiências motoras - incluindo Doença de Parkinson's, Paraplegia, distrofia muscular, paralisia cerebral, Artrite, Acidente vascular cerebral e etc.
- Deficiências cognitivas - incluindo demência, dislexia, autismo, Síndrome de Down, lesões cerebrais traumáticas, Transtorno do déficit de atenção com hiperatividade, ou outras deficiências funcionais que possam ter impacto na capacidade requerida, como nos casos de  memória, resolução de problemas, atenção, de leitura, matemática, entendimento visual ou compreensão.

- Surdez e deficiência auditiva.

Artigos WebAIM abordando um grande leque de temas sobre Acessibilidade da  Web, incluindo:
- Introdução à Acessibilidade na Web.
- Como indivíduos com deficiência podem acessar e fazer uso da web.
- Tecnologias de Assistência
- Adobe Flash
- Microsoft FrontPage
- HTML
  - Formulários
  - Frames
  - JavaScript
  - AJAX
  - Cascading Style Sheets
  - Tabelas
  - Tableless
- Mídia Interativa
  - Adobe Acrobat
  - Closed Caption - Legenda
  - Adobe Flash
  - Microsoft Word e PowerPoint
- Avaliações, Testes e Ferramentas.
- Leis e padronizações.
  - W3C's - Guia de Acessibilidade para Conteúdo para Web.
  - Section 508
  - Leis Internacionais
- Política, Coordenação e Treinamento

Simulações de deficiências, monitoramento e revisões de acessibilidade Web, relatórios e ferramentas de avaliação disponíveis.